# Knobelsdorff (Adelsgeschlecht)

Wappen derer von Knobelsdorff

Knobelsdorff ist der Name eines Uradelsgeschlechts aus der mittelalterlichen Markgrafschaft Meißen, das vermutlich ursprünglich aus Knobelsdorf bei Saalfeld stammt.

## Geschichte
Das Geschlecht erscheint erstmals mit Isenhard de Clowelokesdorf als Zeuge in einer Urkunde Dietrichs II. (des Bedrängten), Markgrafs von Meißen, ausgestellt am 1. April 1203 in Kloster Altzella/Nossen (unweit von Ziegra-Knobelsdorf), Sachsen, Begräbnisstätte der Wettiner 1190–1381. Es unterteilt sich in mehrere Häuser, die sich u. a. auch auf ein Ende des 13. Jahrhunderts erstmals belegtes Ursprungswappen zurückführen lassen.
Standeserhöhungen:
- Haus Herwigsdorf – Reichs-Freiherren, Wien, 27. Januar 1699
- Haus Buchelsdorf – 1826 preußische Freiherren
- Haus Langmeil – 1837 Niederländische Barone, 1856 preußische Freiherren
- Haus Grünhöfchen – Egon von Knobelsdorff durch Adoption (Haus Buchelsdorff) seit 1972 Freiherr von Knobelsdorff

Die Linie von Knobelsdorff-Brenkenhoff geht zurück auf den königlich preußischen Oberstleutnant und Landrat Wilhelm von Knobelsdorff, Schwiegersohn des Franz Balthasar von Brenkenhoff, dessen Sohn Leopold Schönberg von Brenkenhoff († 1799) der letzte männliche Spross derer von Brenkenhoff war.
Bereits für die Jahre 1588, 1597 und 1600 sind Tagungen der Gesamtfamilie nachgewiesen. Ein Familienverband besteht seit 1872.
Für das 11./12. Jahrhundert Nachweis einer Turmhügelburg (Motte) in (Ziegra-)Knobelsdorf, Krs. Waldheim (Sachsen). Die Ursprünge der Kirche in Knobelsdorf aus der ersten Hälfte des 12. Jahrhunderts mit romanischem Eingangsportal (Tympanon) und Taufstein, gehen wahrscheinlich auf die damaligen Grundherren von Knobelsdorff zurück.
Im 13. Jahrhundert ist Grundbesitz in Belgern/Elbe (Sachsen) und in Knobelsdorf bei Goldberg (Schlesien) nachgewiesen. Der Gesamtgrundbesitz der Familienzweige umfasste mehr als 400 Güter, mit zeitlichem Schwerpunkt 14. – 19. Jahrhundert in Schlesien, Brandenburg, Ostpreußen, Pommern, Franken, Polen, Litauen und Belarus.

## Ehemalige Güter
- Rückersdorf, bei Sprottau (1390 – 1740)
- Buchwald, bei Sagan (um 1300 – 1447)
- Ebersdorf, bei Sprottau (1419/1719 – 1945)

### Schmidt von Knobelsdorf
Die Linie Schmidt von Knobelsdorf entstand durch Adoption. Der Herr auf Polgsen Gustav Joachim Alexander von Knobelsdorf adoptierte Viktor Heinrich Paul (* 3. Dezember 1848), Heinrich Rudolf Gustav Schmidt (* 20. Mai 1832; † 16. Februar 1909) und Karl Karl Heinrich Paul Schmidt (* 20. Mai 1831; † 29. Januar 1890). Diese erhielten am 7. Dezember 1852 den preußischen Adel. Deren Mutter war Rosalie Caroline Henriette, geborene von Knobelsdorf und Schwester des Gustav Joachim Alexander von Knobelsdorf.

## Wappen

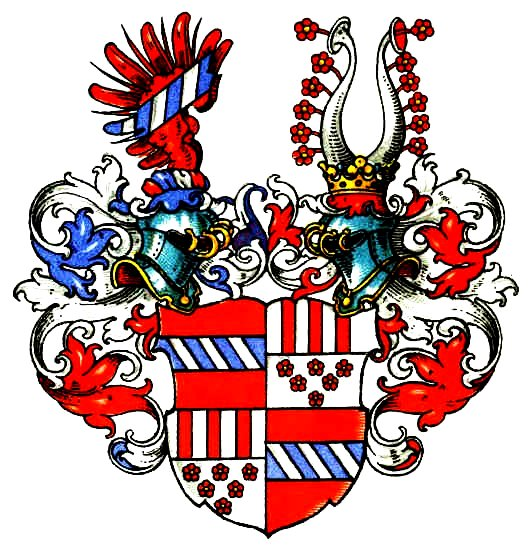
Wappen der Linie Knobelsdorff-Brenkenhoff

Das Stammwappen zeigt in Rot einen mit drei silbernen Schrägrechtstreifen belegten blauen Balken. Auf dem Helm mit rot-blau-silbernen Decken ein geschlossener, wie der Schild bezeichneter Flug.

## Familienmitglieder

### Knobelsdorff
- Alexander Friedrich von Knobelsdorff (1723–1799), preußischer Generalfeldmarschall, Komtur des Johanniterordens zu Wietersheim
- Alexander von Knobelsdorff (1788–1848), preußischer Generalleutnant
- August Rudolf von Knobelsdorff (1727–1794), preußischer Generalmajor
- Bastian (Sebastian) von Knobelsdorff, 1496–1559 (?), 1510 Kurbrandenburg’scher Kämmerer, unterstützt Markgraf Albrecht bei der Säkularisation Ostpreußens, 1529 Unterstützung Wiens gegen die Türken mit 500 „böhmischen Knechten“, Kaiserlicher Rat, Förderer der Reformation, Erwerb der Landeshauptmannschaft Schwiebus / Schlesien, 1558 Übergabe an seinen Sohn Maximillian, s. u.[5]
- Carl Christoph Gottlob von Knobelsdorff (1767–1845),[6] Landrat im neumärkischen Kreis Königsberg (1795–1798), königlich preußischer Oberstallmeister (1823–1841), übernahm in der Nachfolge von August von der Goltz die Funktion der (vakanten) Großen Hofcharge (oder Oberstcharge) eines Obermarschalls (1835–1841). Er vermehrte die Zahl der Landgestüte um drei Neugründungen: Warendorf (1826), Zirke (1828) und Wickrath (1839).
- Carl Siegmund von Knobelsdorff, (1827–1892), Colonel (Oberst) der Nordstaaten im Amerikanischen Bürgerkrieg, Notar in Chicago.
- Caspar Adolf Erdmann von Knobelsdorff (1756–1826), preußischer Landrat
- Conradus von Knobelsdorff, Magister und Domherr zu Merseburg, genannt 1235–1263, noch 1570 wird zu seinem (mutmaßlichen) Todestag am 23. September in Zeitz zu seinem Gedächtnis eine Messe gefeiert.
- Curt von Knobelsdorff (1839–1904), preußischer Oberstleutnant und Pionier des Blauen Kreuzes
- Egon Freiherr von Knobelsdorff (* 1948), Generalsekretär des Johanniterordens in Deutschland a. D.
- Elisabeth von Knobelsdorff (1877–1959), erste deutsche Diplom-Ingenieurin, Architektin, TU-Berlin
- Eustachius von Knobelsdorff (auch: Eustathius; 1519–1571), deutscher neulateinischer Lyriker und Epiker, Domherr zu Frauenburg und Breslau, Administrator des Bistums Ermland, Offizial von Schlesien, Päpstlicher Comes Palatinus (Pfalzgraf)
- Friedrich von Knobelsdorff (um 1500–1553), Kaiserlicher Landrichter zu Nürnberg, Statthalter/Regent der Markgrafschaft Brandenburg-Ansbach, des schlesischen Herzogtums Jägerndorf/Oderberg/Beuthen sowie der Herzogtümer Oppeln und Ratibor, Verweser des Herzogtums Crossen/Oder/Niederschlesien
- Georg Wenzeslaus von Knobelsdorff (1699–1753), Maler und Architekt, Surintendant der Königlich Preußischen Schlösser und Gärten unter Friedrich II. König von Preußen, auch einmal dessen Freund, Direktor aller Bauten, Geh. Finanz-Kriegs- und Domänenrat, Ehrenmitglied der Akademie der Wissenschaften zu Berlin, Gründungsmitglied der Freimaurerloge Zu den drei Weltkugeln 1739 in Berlin
- George Gottlob von Knobelsdorff (1708–1762), preußischer Landrat im Kreis Schwiebus
- Hanco von Knobelsdorff († 1384), ab 1362 „Oberster Hauptmann der Herrschaft des Römischen Kaisers und König zu Böhmen (Karl IV.) in Bayern“, Burggraf von Parkstein/Sulzbach
- Hans von Knobelsdorff (Marschall) (1397–1478), Marschall des Herzogs Heinrich von Glogau, Kaiserlicher (habsburgischer) Burggraf von Burg und Grafschaft Plankenstain/Cilli, heute Celje/Slowenien
- Hans von Knobelsdorff (Generalmajor) (1866–1947), preußischer Generalmajor
- Hans-Friedrich von Knobelsdorff (1693–1760), preußischer Oberforstmeister der Marken und Priegnitz
- Heinrich von Knobelsdorff (1775–1826), preußischer Generalmajor, Inspekteur der Garde-Kavallerie
- Hermann von Knobelsdorff (1807–1888), preußischer Generalleutnant
- Ida von Lüttichau (1798–1856), Tochter des Oberstallmeisters Karl Christoph Gottlob von Knobelsdorff, bedeutende Persönlichkeit des kulturellen Lebens in Dresden
- Johann Christoph Gottfried von Knobelsdorff (1740–1803), preußischer Generalmajor, Ritter des Ordens Pour le Mérite
- Johann Tobias Freiherr von Knobelsdorff, 1648–1715, Reichsfreiherr mit Kaiserlicher Urkunde vom 27. Januar 1699, Gouverneur der Württemberg’schen Prinzen, Mannrechtsbeisitzer, Landesältester, umfangreicher Grundbesitz in den Kreisen Freistadt, Sprottau Glogau und Grünberg, Schlesien, 1715 gedr. Leichenpredigt mit Porträt
- Kaspar Friedrich von Knobelsdorff (1694–1748), preußischer Oberst, Ritter des Ordens De la Générosité und des Pour le Mérite
- Karl Ludwig von Knobelsdorff (1724–1786), preußischer Generalmajor
- Kurd Gottlob von Knobelsdorff (1735–1807), preußischer Generalmajor
- Kurt-Christoph von Knobelsdorff (1904–1945), deutscher Turnier-Springreiter (1922–1930), 1924 Deutsches Championat der Springreiter (Deutscher Meister)
- Kurt-Christoph von Knobelsdorff (* 1967), Staatssekretär in der Berliner Senatsverwaltung für Wirtschaft, Technologie und Forschung a. D.
- Leo von Knobelsdorff (1932–2013), einflussreicher Jazz-(Boogie-Woogie)-Pianist in Deutschland, Toningenieur
- Martin Maximilian von Knobelsdorff (1596–1659), Oberamts-Kanzler von Schlesien, kaiserlicher Hofpfalzgraf und Ritter vom güldenen Sporn
- Maximilian von Knobelsdorff (1539–1609), Landeshauptmann von Schwiebus/Schlesien, Kaiserlicher Rat und Kammer-Rat von Schlesien, Förderer der Reformation
- Otto von Knobelsdorff (1886–1966), deutscher General der Panzertruppe
- Tobias von Knobelsdorff (* um 1640), unter dem polnischen König Johann III. Sobieski Oberst (General?) der polnischen Reiterei (Hussaria), die gegen die Türken in der Schlacht um Wien am Kahlenberg am 12. September 1683 den entscheidenden Angriff führte
- Theodor von Knobelsdorff (1817–1879), preußischer Generalmajor
- Viktor von Knobelsdorff (1885–1959), preußischer Major a. D., Fliegeroffizier im Ersten Weltkrieg, Schriftsteller, Kaufmann, u. a. in Manila „Zuellig & von Knobelsdorff“ mit den Brüdern Stephen und Gilbert Zuellig; wg. Beteiligung am 20. Juli 1944 KZ Neuengamme und Kiel-Drachense
- Wilhelm von Knobelsdorff (General, 1752) (1752–1820), preußischer Generalleutnant und Diplomat
- Wilhelm von Knobelsdorff (General, 1802) (1802–1880), deutscher General
- Wilhelm von Knobelsdorff (General, 1825) (1825–1908), deutscher Generalmajor und Wappenforscher
- Wilhelm Theodor von Knobelsdorff (1799–1875), deutscher Stallmeister

### Knobelsdorff-Brenkenhoff
- Benno von Knobelsdorff-Brenkenhoff (1915–2002), deutscher Offizier, Historiker und Autor[7]
- Isenhardus von Knobelsdorff-Brenkenhoff (1902–1955), Kriegsgerichtsrat,[8] Mitbegründer des BDO, Mitglied im NKFD, Mitunterzeichner des Aufrufs „An die deutschen Generale, Offiziere! An Volk und Wehrmacht“
- Leonhard von Knobelsdorff-Brenkenhoff (1823–1888), preußischer General
- Nataly von Eschstruth, verh. von Knobelsdorff-Brenkenhoff (1860–1939), deutsche Schriftstellerin
- Wilhelm von Knobelsdorff-Brenkenhoff (1769–1848), preußischer Offizier und Landrat[9]

### Genealogie
- Knobelsdorff:
  - Die von Knobelsdorff. In: Johann Sinapius: Schlesischer Curiositäten Erste Vorstellung, Darinnen die ansehnlichen Geschlechter Des Schlesischen Adels. Mit Erzehlung Des Ursprungs, der Wappen, Genealogien, der qualificirtesten Cavaliere, der Stammhäuser und Güter. I. Theil. Selbstverlag, Fleischer Druckerei, Leipzig, Breslau, Liegnitz, 1720, S. 515 ff. Digitalisat
  - Wilhelm von Knobelsdorff: Zur Geschichte der Familie von Knobelsdorff. Band 1–6. Als Manuskript gedruckt Gebr. Lange, Berlin 1855–1861. Band I,Band II Digitalisat, Band III Digitalisat, Band IV,Band VI Digitalisat
  - Wilhelm von Knobelsdorff: Das von Knobelsdorff’sche Geschlecht in Stammtafeln. Die Stammtafeln des Geschlechtes von Knobelsdorff 1876. Als Manuskript gedruckt, Berlin, Hannover, 1876. Digitalisat
  - Heinrich von Knobelsdorff: Die Knobelsdorffer. Das von Knobelsdorff’sche Geschlecht im Jahre 1909. Neuabdruck des Verzeichnisses von 1891. Als Manuskript gedruckt, Gießen, 1909[10]

- GHdA. (Auszug):
  - Hans Friedrich von Ehrenkrook, Friedrich Wilhelm Euler, Jürgen von Flotow: Genealogisches Handbuch der Adeligen Häuser / A (Uradel vor 1400 nobilitiert), Band II, Band 11 der Gesamtreihe GHdA, Hrsg. Deutsche Adelsverbände in Gemeinschaft mit dem Deutschen Adelsarchiv, C. A. Starke, Glücksburg/Ostsee 1955, S. 227–229. ISSN 0435-2408
  - Walter von Hueck, Friedrich Wilhelm Euler, Klaus von Andrian-Werburg: Genealogisches Handbuch der Adeligen Häuser / A (Uradel), Band XX, Band 93 der Gesamtreihe GHdA, Hrsg. Deutsches Adelsarchiv, C. A. Starke, Limburg an der Lahn 1988, S. 141–142. ISSN 0435-2408
  - Walter von Hueck: Genealogisches Handbuch des Adels. Adelslexikon, Band VI, Band 91 der Gesamtreihe GHdA, C. A. Starke, Limburg an der Lahn 1987. ISSN 0435-2408
  - Christoph Franke: Genealogisches Handbuch des Adels. Adelige Häuser A, Band XXXII. C. A. Starke, Limburg an der Lahn 2010. ISBN 978-3-7980-0848-9. ISSN 0435-2408

- Gotha. (Auszug):
  - Gothaisches genealogisches Taschenbuch der freiherrlichen Häuser auf das Jahr 1856. Jg. 6, Justus Perthes, Gotha 1855, S. 356 ff. Digitalisat
  - Gothaisches genealogisches Taschenbuch der freiherrlichen Häuser auf das Jahr ... Justus Perthes, Gotha (Redaktion und Druck jeweils im Vorjahr). 1857 S. 379 ff., 1870 S. 430 ff. (mit älterer Genealogie) und 1871 S. 342 ff. (Ergänzung der älteren Genealogie).
  - Gothaisches Genealogisches Taschenbuch der Gräflichen Häuser. 1874 Jg. 47, Justus Perthes, Gotha 1873, S. 437. Digitalisat
  - Gothaisches Genealogisches Taschenbuch der Adeligen Häuser 1902. Jg. 3, Justus Perthes, Gotha 1901, S. 455 ff. Digitalisat, ff. bis
  - Gothaisches Genealogisches Taschenbuch der Adeligen Häuser. Zugleich Adelsmatrikel der Deutschen Adelsgenossenschaft. Teil A (Uradel). 1941. Jg. 40, Justus Perthes, Gotha 1940, S. 221 ff.
- Weitere Standardquellen:
  - Genealogisches Taschenbuch der Ritter und Adelsgeschlechter. Jg. 4, Buschak & Irrgang, Brünn 1879. (mit Stammreihe und älterer Genealogie), S. 245 ff. Digitalisat
  - Alexander Freiherr von Dachenhausen: Genealogisches Taschenbuch des Uradels. 2. Band, Friedrich Irrgang, Brünn, Rudolstadt 1893, S. 282 ff. Digitalisat
- Redaktion: Knobelsdorff, von. In: Neue Deutsche Biographie (NDB). Band 12, Duncker & Humblot, Berlin 1980, ISBN 3-428-00193-1, S. 190 (Digitalisat).

### Sekundärliteratur
- Der sich selbst verteidigende Freymäurer oder Sammlung unterschiedlicher Wohlverfaßten Schriften welche einige Mitglieder dieses Ordens selbst zu dessen Vertheidigung herausgegeben, nebst einer vorläufigen historischen Nachricht von dieser vortrefflichen Gesellschaft. Frankfurt und Leipzig 1744. Digitalisat
- René Nellaf: Le Lac du Dragon. Louvain (Belgien), ohne Jahr (um 1946)
- Ralph Gundram: Die Burg derer von Knobelsdorff. in Der Mittelsächsische Heimatbote. Ausflüge in Kultur und Geschichte zwischen Elbe und Mulde 13. Jahrgang, Heft 43, Verlag-, Werbe- und Phila-Service Schmidt, Oschatz, 2008, S. 12. ISSN 1864-5054